# Gouverneur von Guyenne
Das Amt Gouverneur von Guyenne bestand vom Ende des 13. bis zum Ende des 18. Jahrhunderts.
Bis zur Schlacht bei Castillon 1453 wurde die Regierung von Guyenne gleichzeitig oder abwechselnd von Vertretern des Königs von England und des Königs von Frankreich ausgeübt. Der folgende Teil der Liste enthält die Amtsinhaber im Guyenne, die vom französischen König ernannt wurde. Zu den Amtsinhabern, die vom englischen König ernannt wurden, siehe Seneschall der Gascogne.
Karl VI. war der erste König, der der Regierung der Provinzen den Titel „Gouverneur“ verlieh. Die Gouverneure schrieben sich nach und nach die Qualität eines Generalleutnants zu, Franz I. bestätigte dies mit einem Edikt vom 6. Mai 1545.

## Liste der Gouverneure von Guyenne

### Bis zum Ende des Hundertjährigen Kriegs
| Amtsantritt   | Name                                                                                              |
| ------------- | ------------------------------------------------------------------------------------------------- |
| 1295          | Roger-Bernard III., Comte de Foix († 1303)                                                        |
| 1296          | Robert II., Comte d’Artois († 1302)                                                               |
| 1324          | Charles de France, Comte de Valois († 1325)                                                       |
| 1326          | Alfonso de la Cerda, Seigneur de Lunel († 1333)                                                   |
| 1330          | Charles de Valois, Comte d’Alençon († 1346)                                                       |
| 1338          | Gaston II., Comte de Foix († 1343)                                                                |
| 1339          | Jean de Luxembourg, Comte de Ligny († 1364)                                                       |
| 1345          | Pierre I. de Bourbon, Duc de Bourbon († 1356)                                                     |
| 1355          | Jacques I. de Bourbon, Comte de La Marche († 1362)                                                |
| 1356          | Charles de France, Dauphin du Viennois, Regent und 1364 als Karl V. König von Frankreich († 1380) |
| 1370          | Louis I., Duc d’Anjou († 1384)                                                                    |
| 1383          | Jean de Valois, Duc de Berry († 1416)                                                             |
| 1401          | Louis II. de Bourbon, Duc de Bourbon († 1410)                                                     |
| 1401          | Louis de Valois, Duc de Guyenne († 1415)                                                          |
| 1417          | NN, Dauphin de France                                                                             |
| 1418          | Louis II. de Chalon, Prince d’Orange († 1463)                                                     |
| 1422          | Charles de Bourbon, Comte de Clermont († 1456)                                                    |
| 1434          | Jean I., Comte de Foix et de Bigorre († 1436)                                                     |
| 1440          | Charles, Duc d’Anjou (eher Charles d’Anjou, Comte du Maine († 1472))                              |
| 1443          | Louis, Dauphin de France, 1461 als Ludwig XI. König von Frankreich († 1483)                       |
| 1450          | Jean, Duc de Bretagne                                                                             |
| 30. Juni 1451 | Jean de Dunois, Comte de Dunois et de Longueville († 1468)                                        |
| 1452          | Jean II. de Bourbon, Comte de Clermont, 1456 Duc de Bourbon († 1488)                              |

### Ab dem Ende des Hundertjährigen Kriegs
| Amtsantritt       | Name |
| ----------------- | --- |
| 1461              | Jean bâtard d’Armagnac, dit Jean de Lescun, Marschall von Frankreich, 1462 Comte de Comminges († 1473)          |
| 1466              | Philippe de Savoie († 1497)                                                                                     |
| 1467              | Jean IV. de Foix, Captal de Buch († 1485)                                                                       |
| 1469              | Charles de Valois, Duc de Guyenne († 1472)                                                                      |
| 1472              | Pierre II. de Bourbon, 1488 Duc de Bourbon († 1503)                                                             |
| 1482              | Odet d’Aydie, Comte de Comminges († 1498)                                                                       |
| 1492              | Charles de Valois, Comte d’Angoulême († 1496)                                                                   |
| 1493              | Gaston II. de Foix, Captal de Buch, Titular-Earl of Kendal († 1500)                                             |
| 1496              | Mathieu de Bourbon, dit le Grand bâtard de Bourbon († 1505)                                                     |
| 1512              | François d’Orléans, Duc de Longueville († 1513)                                                                 |
| 7. Januar 1514    | Odet de Foix, Vicomte de Lautrec († 1528)                                                                       |
| 29. August 1528   | Henri d’Albret, Graf von Foix, Titularkönig von Navarra († 1555)                                                |
| 1555              | Antoine de Bourbon, Duc de Vendôme, Titularkönig von Navarra († 1562)                                           |
| 26. Dezember 1562 | Henri de Bourbon, Duc de Beaumont, 1572 Titularkönig von Navarra und 1589 als Heinrich IV. König von Frankreich |
| 1584              | Jacques II. de Goÿon de Matignon († 1598)                                                                       |
| 25. Dezember 1596 | Henri de Bourbon, Prince de Condé († 1646)                                                                      |
| 1611              | Antoine de Roquelaure, 1614 Marschall von Frankreich († 1625)                                                   |
| 28. Juli 1618     | Henri de Lorraine, duc de Mayenne († 1621)                                                                      |
| 27. August 1622   | Jean Louis de Nogaret de La Valette, Duc d’Épernon († 1642)                                                     |
| 1634              | Bernard de Nogaret de La Valette d’Épernon, Duc d’Épernon († 1661)                                              |
| 16. Oktober 1636  | Henri de Bourbon, Prince de Condé († 1646)                                                                      |
| 16xx              | Henri de Lorraine, Comte d’Harcourt († 1666)                                                                    |
| 16. Juli 1643     | Bernard de Nogaret de La Valette d’Épernon, Duc d’Épernon († 1661), 2. Mal                                      |
| 16. Mai 1651      | Louis II. de Bourbon, Prince de Condé († 1686)                                                                  |
| 1654              | Armand de Bourbon, Prince de Conti († 1666)                                                                     |
| 1660              | Bernard de Nogaret de La Valette d’Épernon, Duc d’Épernon († 1661), 3. Mal                                      |
| 31. Mai 1671      | César-Phœbus d’Albret, Comte de Miossens († 1676)                                                               |
| 1676              | Gaston-Jean-Baptiste de Roquelaure, Duc de Roquelaure († 1683)                                                  |
| 1689              | Louis-Alexandre de Bourbon, Comte de Toulouse († 1737)                                                          |
| 1695              | Charles d’Albert d’Ailly, Duc de Chaulnes († 1698)                                                              |
| 1696              | Charles Honoré d’Albert, Duc de Chevreuse, 1698 Duc de Chaulnes († 1712)                                        |
| Dezember 1712     | Louis Charles de Bourbon, Comte d’Eu († 1775)                                                                   |
| 1720              | Jean-Baptiste de Durfort, Duc de Duras († 1770)                                                                 |
| 4. Juni 1758      | Louis François Armand de Vignerot du Plessis, Duc de Richelieu († 1788)                                         |

## Lieutenants du roi commandant en chef

### Bis zum Ende des Hundertjährigen Kriegs
| Amtsantritt | Name                                                                                              |
| ----------- | ------------------------------------------------------------------------------------------------- |
| 1216        | Savary de Mauléon († 1233)                                                                        |
| 1273        | Raoul II. de Clermont, 1285 Connétable von Frankreich, 1286 Seigneur de Nesle († 1302)            |
| 1337        | Raoul I. de Brienne, Comte d’Eu et de Guînes, Connétable von Frankreich († 1344)                  |
| 1338        | Pierre de La Palud, Seigneur de Varambon                                                          |
| 1339        | Étienne II. de La Baume, dit Galois de La Baume, 1338 Großmeister der Armbrustschützen            |
| 1339        | Simon d’Arquery                                                                                   |
| 1340        | Jean de Marigny, Bischof von Beauvais, 1347 Erzbischof von Rouen († 1351)                         |
| 1344        | Bertrand I., Comte de l’Isle-Jourdain († 1348/49)                                                 |
| 1349        | Guillaume IV. de Flavacourt, Erzbischof von Auch, 1356 Erzbischof von Rouen († 1359)              |
| 1375        | Gaston III. Fébus, Comte de Foix († 1391)                                                         |
| 1378        | Jean, Sire de Neufville, Marschall von Frankreich                                                 |
| 1391        | Louis de Sancerre († 1402), Marschall von Frankreich                                              |
| 1401        | Francesco Uguccione, Erzbischof von Bordeaux, 1405 Kardinal († 1412)                              |
| 1404        | Simon de Cramaud, 1382/83 Bischof von Agen, 1409 Erzbischof von Reims, Pseudokardinal († 1422/23) |
| 1406        | Jean II. Le Maingre dit Boucicaut, Marschall von Frankreich († 1421)                              |
| 1412        | Guillaume III. de Vienne, dit le Sage, Seigneur de Saint-Georges († 1435/45)                      |
| 1418        | Renaud II., Vicomte de Murat (testiert 1439)                                                      |

### Ab dem Ende des Hundertjährigen Kriegs
| Amtsantritt       | Name |
| ----------------- | --- |
| 1453              | Olivier de Coëtivy, Seigneur de Taillebourg († 1480)                                                                                            |
| 1460              | Jean, Bâtard de France |
| 1472              | Pierre de Bourbon, 1473 Sire de Beaujeu (uxor nomine), 1488 Duc de Bourbon († 1503)                                                             |
| 1480              | Georges d’Amboise, 1493 Erzbischof von Rouen, 1498 Kardinal († 1510)                                                                            |
| 1487              | Gaston II. de Foix-Candale, Captal de Buch, Titular-Earl of Kendal (Comte de Candale, † 1500)                                                   |
| 1512              | Odet de Foix, Vicomte de Lautrec, Comte de Beaufort, Marschall von Frankreich († 1528)                                                          |
| 1520              | Bertrand de Madaillan d’Estissac († 1522) |
| 1529              | Charles de Gramont, 1530 Erzbischof von Bordeaux († 1544)                                                                                       |
| Juli 1547         | Tristan de Moneins (Monenh) († 1548) |
| 1549              | Jean de Daillon, 1. Comte de Lude († 1557) |
| 1554              | Charles de Coucys, Seigneur de Burie († 1565)                                                                                                   |
| 1556              | Jean de Daillon, 1. Comte de Lude, 2. Mal († 1557)                                                                                              |
| 1557              | Antoine de Noailles, Comte de Noailles, Admiral von Frankreich († 1562)                                                                         |
| 7. September 1560 | Charles de Coucys, Seigneur de Burie († 1565), 2. Mal                                                                                           |
| 10. Dezember 1562 | Blaise de Monluc (kam erst im November 1568 nach Bordeaux), 1574 Marschall von Frankreich († 1577)                                              |
| 1569              | Paul de Stuer de Caussade, Comte de Saint-Mégrin et de La Vauguyon († 1578)                                                                     |
| 3. September 1570 | Honorat de Savoie, Marquis de Villars, kam am 30. Oktober nach Bordeaux, 1571 Marschall von Frankreich († 1580)                                 |
| 1571              | François Desprez, Marquis de Montpezat |
| 1572              | Honorat II. de Savoie, Marquis de Villars, Marschall von Frankreich, 2. Mal († 1580)                                                            |
| 1572              | Bernard d’Aydie, Sire de Lescun |
| 1573              | Jean de Nogaret de La Valette |
| Oktober 1577      | Armand de Gontaut, Seigneur de Biron, Marschall von Frankreich († 1592)                                                                         |
| 1581              | Jacques II. de Goÿon de Matignon, Marschall von Frankreich († 1598)                                                                             |
| 1592              | Emmanuel-Philibert des Prez, Marquis de Villars († 1621)                                                                                        |
| 1593              | Jacques II. de Goÿon de Matignon, 2. Mal |
| Oktober 1597      | Alphonse d’Ornano, Marschall von Frankreich († 1610)                                                                                            |
| Februar 1610      | Antoine de Roquelaure, 1614 Marschall von Frankreich († 1625)                                                                                   |
| Januar 1622       | Pons de Lauzières, Marquis de Thémines, Marschall von Frankreich († 1627)                                                                       |
| 2. September 1627 | Timoléon d’Espinay, Marquis de Saint-Luc, Marschall von Frankreich († 1644)                                                                     |
| 19. April 1639    | Charles d’Escoubleau, Marquis de Sourdis († 1666)                                                                                               |
| 1642              | Charles de Schomberg, Marschall von Frankreich († 1656)                                                                                         |
| 1650              | François II. d’Espinay, Marquis de Saint-Luc († 1670)                                                                                           |
| 10. Oktober 1653  | Godefroy, Comte d’Estrades, 1675 Marschall von Frankreich († 1686)                                                                              |
| 1670              | Jean de Maignaut, Comte de Montégut |
| 11. Mai 1675      | François de Gélas, Marquis de Léberon et d’Ambres, Comte de Gélas, Vicomte de Lautrec, Lieutenant-général du Roi dans la Haute-Guienne († 1721) |
| 1685              | Louis-François de Boufflers, 1693 Marschall von Frankreich († 1711)                                                                             |
| 6. August 1686    | Charles Chalmont, Marquis de St. Ruth († 1691)                                                                                                  |
| 13. März 1689     | Guy Aldonce de Durfort, Duc de Lorges, Marschall von Frankreich († 1702)                                                                        |
| 21. April 1690    | François d’Escoubleau, Marquis de Sourdis († 1707)                                                                                              |
| 5. April 1704     | Nicolas Auguste de La Baume, Marquis de Montrevel, Marschall von Frankreich († 1716)                                                            |
| April 1716        | James Fitzjames, 1. Duke of Berwick, Marschall von Frankreich († 1734)                                                                          |
| 7. Juni 1719      | Claude François Bidal, 1. Marquis d’Asfeld, 1734 Marschall von Frankreich († 1743)                                                              |
| 1721              | Jean-Baptiste de Durfort, Duc de Duras, Marquis de Blanquefort († 1770)                                                                         |
| 1725              | Auguste-Léon de Bullion, Marquis de Bonnelles († nach 1752/53)                                                                                  |
| 1734              | Jean-Baptiste de Durfort, Duc de Duras, 1741 Marschall von Frankreich († 1770), 2. Mal                                                          |
| 1756              | Jacques-Antoine de Ricouart, Marquis d‘Hérouville († 1760)                                                                                      |
| Juli 1757         | Charles O’Brien de Clare, Comte de Thomond, Marschall von Frankreich († 1761)                                                                   |
| 1758              | Charles-Claude Andrault, Marquis de Maulévrier-Langeron, († 1792)                                                                               |
| 1759              | Guy Louis de Durfort, Duc de Lorges († 1775) |
| 1766              | Charles-Juste de Beauvau, 1783 Marschall von Frankreich († 1793)                                                                                |
| 22. Januar 1775   | Philippe de Noailles, Duc de Mouchy, Marschall von Frankreich, kam am 20. März 1775 nach Bordeaux                                               |
| 1783              | (interim) Comte Joseph de Fumel († 1794) |
| 1786              | Louis-Marie-Athanase de Loménie, Comte de Brienne, 1787 Verteidigungsminister († 1794)                                                          |
| 1787              | Comte Joseph de Fumel, 2. Mal († 1794) |